# دليل الكشافة إلى زومبي نهاية العالم
دليل الكشافة إلى زومبي نهاية العالم (بالإنجليزية: Scouts Guide to the Zombie Apocalypse)‏ هو فيلم رعب كوميدي تم إنتاجه في الولايات المتحدة وصدر في سنة 2015. من بطولة تاي شيريدان وديفيد كويشنير.

## القصة
يحدث خطأ من عامل نظافة في أحد المختبرات مما يؤدي لانتشار عدوى الزومبي في المنطقة، ويبقى فريق الكشافة المكون من 3 مراهقين في حرب للبقاء دون انتقال العدوى لهم بمساعدة إحدى فتيات البورنو. وينجحوا الأصدقاء الثلاثة في إعادة رابطة الصداقة بينهم من جديد بعدما اصبحوا متفككين في الفترة الأخيرة من حياتهم الكشفية، وبعدها ينجحون في انقاذ العالم من انتشار العدوى ونجاتهم من الزومبي.

## الميزانية والإيرادات
بلغت تكلفة إنتاج الفيلم حوالي 15 مليون دولار بينما حقق إيرادات تقدر بـ 14.9 مليون دولار.

## وصلات خارجية
- دليل الكشافة إلى زومبي نهاية العالم على موقع IMDb (الإنجليزية)
- دليل الكشافة إلى زومبي نهاية العالم على موقع ميتاكريتيك (الإنجليزية)
- دليل الكشافة إلى زومبي نهاية العالم على موقع روتن توميتوز (الإنجليزية)
- دليل الكشافة إلى زومبي نهاية العالم على موقع نتفليكس (الإنجليزية)
- دليل الكشافة إلى زومبي نهاية العالم على موقع ألو سيني (الفرنسية)
- دليل الكشافة إلى زومبي نهاية العالم على موقع أول موفي (الإنجليزية)
- دليل الكشافة إلى زومبي نهاية العالم على موقع بوكس أوفيس موجو (الإنجليزية)
- دليل الكشافة إلى زومبي نهاية العالم على موقع قاعدة بيانات الأفلام السويدية (السويدية)
- دليل الكشافة إلى زومبي نهاية العالم على موقع قاعدة بيانات الفيلم (الإنجليزية)
- دليل الكشافة إلى زومبي نهاية العالم على موقع ليتربوكسد (الإنجليزية)